# علم الدین الحنفی (تعاسیف)
«علم الدین قیصر بن أبی القاسم بن عبد الغنی بن مسافر الحنفی» (۱۱۷۸ -۱۲۵۱میلادی) ریاضی‌دان منجم و مهندس اهل مصر بود. 

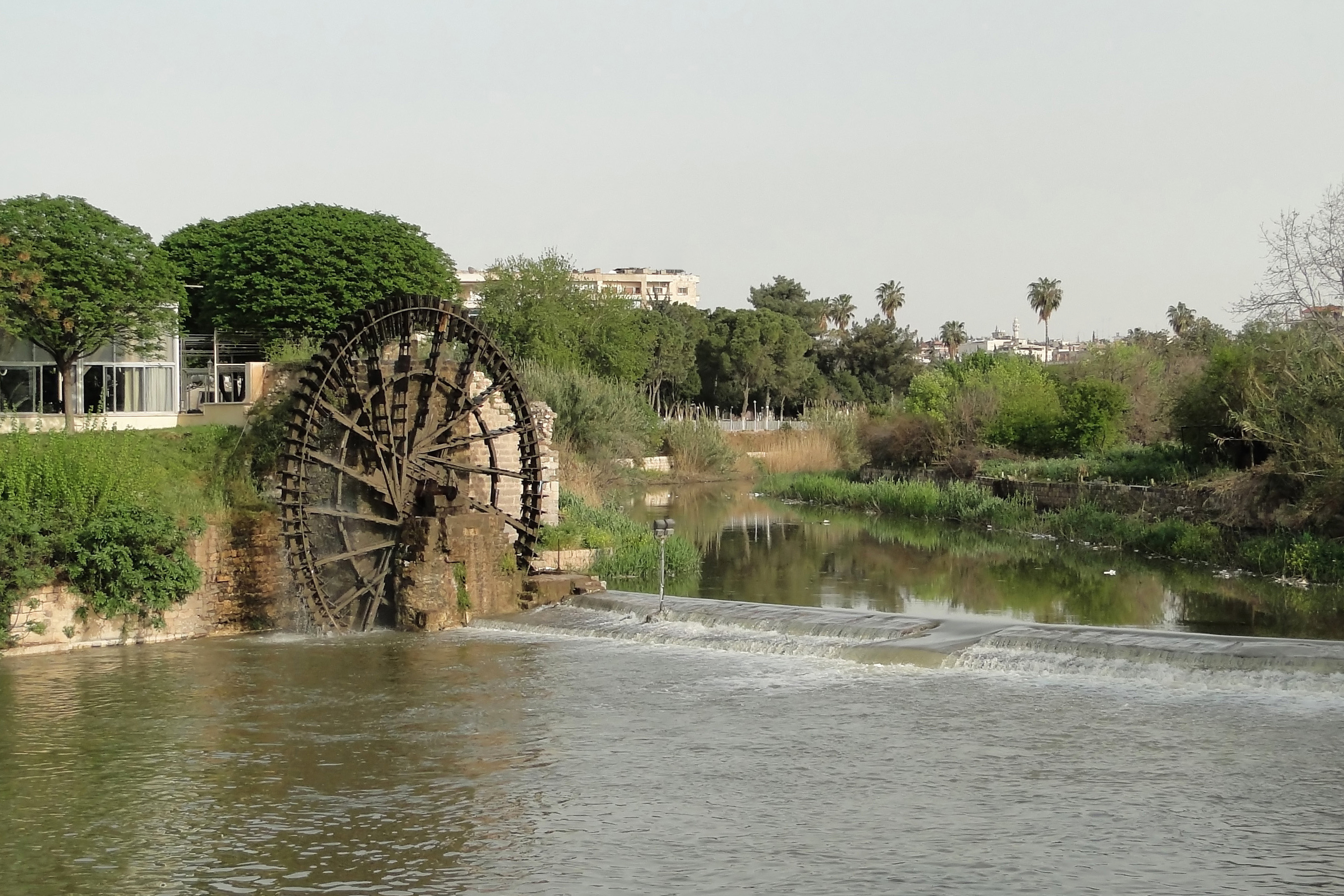
آسیاب آبی رود العاصی

وی تعدادی آسیاب آبی یا نوریه بر روی رود العاصی ساخت که شاهکار مهندسی زمان بودند.
ابو الفداء، در تاریخ خود نوشت: در مصر و سوریه و سپس در موصل با کمال الدین موسی بن یونس کار می‌کرد و موسیقی می‌آموخت او در ۵۷۴ هجری قمری در صفون در شرق صعید مصر به دنیا آمد و در رجب در ۶۴۹ هجری قمری در دمشق درگذشت او همچنین در جای دیگری در تاریخ خود اشاره کرده‌است که پدربزرگش، مظفر، در سال ۶۴۳ میلادی فوت کرده‌است.